# صفر أباد تشين (تشين)
صفر أباد تشین (بالفارسية: صفرآباد چین) هي قرية تقع في إيران في قسم تشین الريفي. يقدر عدد سكانها بـ 219 نسمة .